# Tera (Fluss)

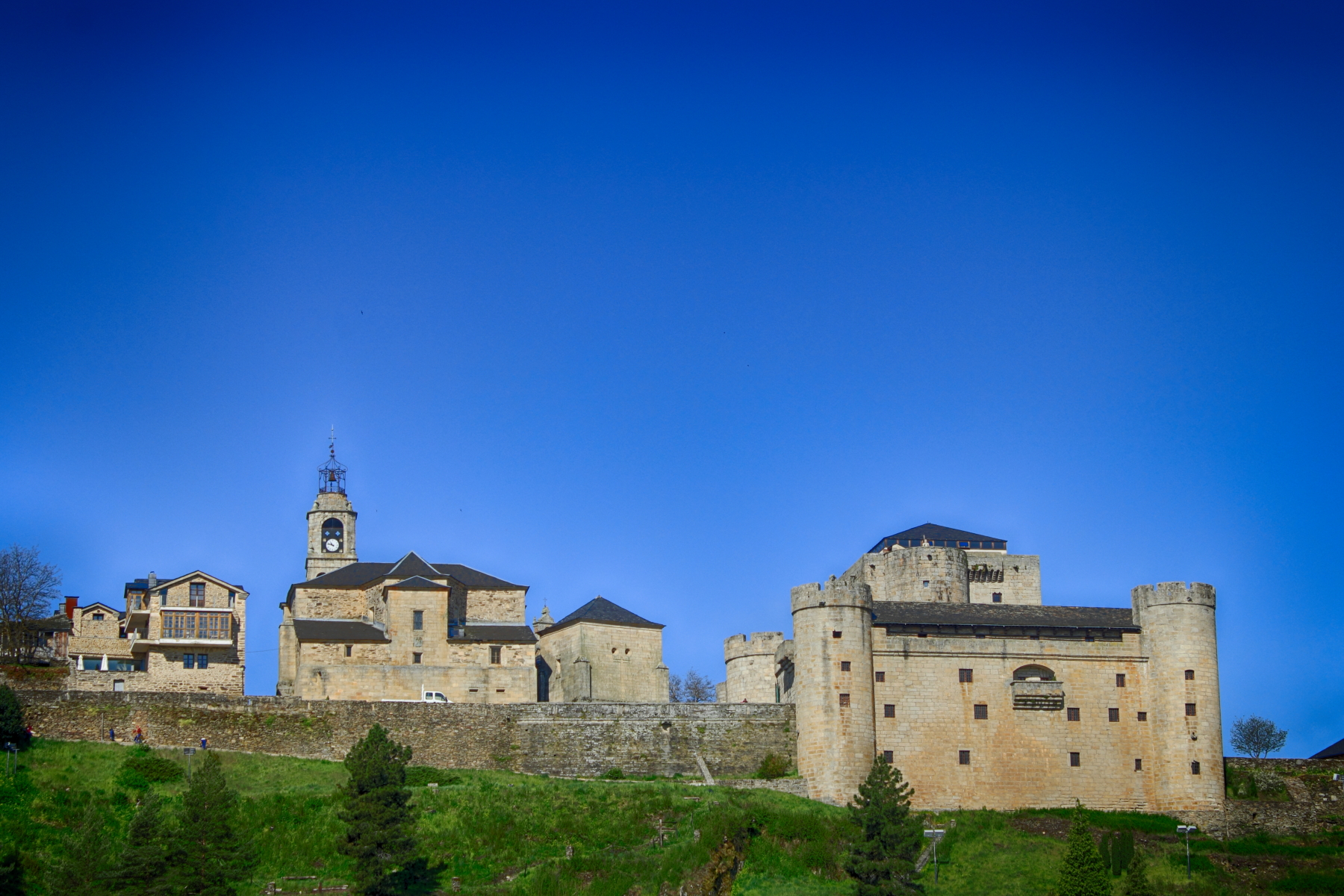
Ort und Burg von Puebla de Sanabria

Der Río Tera ist ein 140 Kilometer langer linker Nebenfluss des Río Esla in der spanischen Provinz Zamora.

## Verlauf
Die Quelle des Río Tera befindet sich im Bergland der Sierra de Vigo, eines Teilgebirges der Montes de León im äußersten Nordwesten der Provinz Zamora auf dem Gebiet der Gemeinde Porto de Sanabria. Zunächst fließt er in südliche Richtung; anschließend führt sein Weg durch den Lago de Sanabria, den größten eiszeitlichen Gletschersee Spaniens, und danach lange Zeit in Richtung Osten, wobei er mehrfach gestaut wird. Südlich der Ortschaft Vega de Tera teilt er sich in zwei Arme, die sich etwa 25 Kilometer später (nördlich von Burganes de Valverde) wieder vereinen. Kurz vor seiner Mündung in den Río Esla bei Bretocino macht der Fluss eine Biegung nach Süden.

## Nebenflüsse
| links - Río Negro | rechts - Río Castro |

## Stauseen
Der Oberlauf des Río Tera ist mehrfach gestaut:
- Talsperre Vega del Conde
- Talsperre Vega de Tera
- Talsperre Cernadilla
- Talsperre Valparaíso
- Talsperre Nuestra Señora del Agavanzal

## Sonstiges
- Der Oberlauf des Río Tera ist ein gutes Angelrevier für Forellen (truchas) und Hechte (lucios).
- Trotz mehrerer etwa zwei Meter hoher Stromschnellen sind Kanufahrten möglich.

## Sehenswürdigkeiten
Der von Wäldern gesäumte Lago de Sanabria ist ein beliebtes Urlaubsgebiet. Hauptattraktion am Río Tera ist der als Conjunto histórico-artístico eingestufte Ortskern der Kleinstadt Puebla de Sanabria mit seinen mittelalterlich anmutenden Gassen, der Burg der Grafen von Benavente und der Kirche Nuestra Señora del Azogue. Am Mittellauf des Flusses befindet sich die frühromanische ehemalige Klosterkirche Santa Marta vom Ende des 11. Jahrhunderts.